# Длугоміловиці
Длугоміловиці (пол. Długomiłowice) — село в Польщі, у гміні Ренська Весь Кендзежинсько-Козельського повіту Опольського воєводства.
Населення — 1326 осіб (2011).

## Демографія
Демографічна структура станом на 31 березня 2011 року:
|          | Загалом | Допрацездатний вік | Працездатний вік | Постпрацездатний вік |
| -------- | ------- | ------------------ | ---------------- | -------------------- |
| Чоловіки | 640     | 111                | 462              | 67                   |
| Жінки    | 686     | 112                | 429              | 145                  |
| Разом    | 1326    | 223                | 891              | 212                  |